# フランスの選挙
フランスの選挙（フランスのせんきょ）では、フランスにおける選挙制度について述べる。

## 概要
フランスにおける主要な選挙としては、
- 国政選挙
  - 大統領選挙（5年ごと）
  - 国民議会議員選挙（5年ごと）
- 地方選挙
  - 県議会議員選挙 （6年ごと）
  - 市町村議会議員選挙 （6年ごと）

などがある。
フランスの国会は、「元老院」（上院）と「国民議会」（下院）から成る二院制だが、「元老院」の議員は直接選挙ではなく、各自治体に割り振られた選挙人たちによる間接選挙によって選ばれるので、一般的には「国民議会」選挙のみが選挙の説明においては取り上げられる。
フランスでは、国家元首である大統領は直接選挙で選出するが、県（département）や市町村（commune）といった地方自治体の首長は、直接選挙ではなく、議院内閣制と同じように、選挙で選出された地方議会の議員たちによる間接選挙によって選出される。したがって、国政と地方自治における首長の選出方法が、ちょうど日本とは逆になっている。